# Национална портретна галерия
Националната портретна галерия е държавна картинна галерия в Лондон, Великобритания, в която се съхраняват и показват портретите на известни британци. Намира се в съседство с Националната галерия на площад Трафалгар.